# Marc Dorcel
Marc Dorcel (ur. 27 marca 1934 w Paryżu) – francuski producent filmowy i reżyser filmów pornograficznych.

## Życiorys
Syn węgierskiego krawca, Marc Dorcel rozpoczął pracę w firmie maszyn do szycia jako projektant przemysłowy, a następnie objął w firmie stanowisko sprzedaży. Po odbyciu służby wojskowej, przy finansowym wsparciu rodziców, w 1965 stworzył własne przedsiębiorstwo transportowe. I choć na początku firma dobrze prosperowała, szybko doszła do bankructwa
W 1968 rozpoczął publikowanie erotyki. Wydał książkę Select Diffusion, którą sprzedawał za pośrednictwem reklamy. Publikacja stała się bestsellerem i w niespełna trzy miesiące sprzedała się w ilości ponad dwadzieścia tysięcy egzemplarzy. Na początku lat 70. wydał pierwszą francuską powieść erotyczną ze zdjęciami. W 1979 założył wytwórnię Vidéo Marc Dorcel. Następnie w 1980 wyreżyserował 53-minutowy film pornograficzny Jolies Petites Garces z Marilyn Jess i Piotrem Stanislasem. Jego współrealizatorami byli: Michel Ricaud, Cyril Randuineau, Marc Ange i Michel Barny. Wylansował europejskie gwiazdy, takie jak: Anita Blond, Anita Dark, Briana Banks, Jenna Jameson, Karen Lancaume, Katsuni, Laure Sainclair, Melissa Lauren, Nikki Anderson, Nomi, Oksana czy Silvia Saint.
Był wielokrotnym laureatem branżowych nagród, w tym Hot d’Or w tym jako najlepszy europejski reżyser filmu Obywatel Shane (1996) z Christophem Clarkiem w roli tytułowej, AVN Awards czy Venus Award. W 2001 został uhonorowany nagrodą za całokształt twórczości na Festival Internacional de Cine Erótico de Barcelona. Był też nominowany do XBIZ Award jako reżyser roku projektu indywidualnego Casino, No Limit (2008) z Melissą Lauren, Horstem Baronem i Nacho Vidalem.
Z czasem prowadzenie Vidéo Marc Dorcel przejął jego syn Grégory Dorcel (ur. 17 kwietnia 1974).
W 2002 uruchomił serwis DorcelVision.com pozwalający oglądanie wideo na życzenie. Filmy dystrybuowane zostały na terenie Stanów Zjednoczonych przez Wicked Pictures. 1 marca 2006 uruchomił telewizję Dorcel TV. W sierpniu 2008 Private Media Group ogłosiła, że stworzyła sojusz z Vidéo Marc Dorcel do współpracy na rynku domowego wideo.

## Nagrody
| - 1995: Najlepszy film europejski (Zapach Matyldy (Le Parfum de Mathilde)) - 2010: Najlepszy reżyser zagraniczny (Moire Candy / Ritual) - 2012: Najlepszy reżyser zagraniczny (Max Candy / Inglorious Bitches) - 2014: Najlepszy reżyser niewinny (Max Candy i Michael Ninn) - 2014: Najlepszy film zagraniczny (Claire Castel: Femme de chambre, Hervé Bodilis) - 2014: Najlepsze sceny seksu niewinna (Max Candy i Michael Ninn) - 2015: Najlepszy film zagraniczny (Anissa, la veuve) - 2015: Najlepszy reżyser zagraniczny (Hervé Bodilis / Anissa, la veuve) - 2015: Nagroda honorowa dla całej kariery Marca Dorcela - 2015: Najlepszy film wideo (Anissa & Lola à l’école d’infirmières) - 2020: Najlepsza produkcja MILF (40 Years Old, Temptations of a Married Woman) - 2021: Najlepsza zagraniczna produkcja (Impulses) - 2022: Najlepsza międzynarodowa produkcja (One Night in Barcelona) - 2023: Najlepsza produkcja międzynarodowa (Revenge) - 1992: Najlepszy francuski reżyser (Michel Ricaud / Les putes de l’autoroute) - 1993: Najlepszy reżyser europejski (Michel Ricaud / Les Menteuses) - 1993: Najlepszy oryginalny scenariusz (L’Affaire Savannah) - 1993: Najlepszy plakat (La Cité des pêches) - 1994: Najlepszy film europejski (Délit de Séduction) - 1994: Najlepszy reżyser europejski (Michel Ricaud / Délit de séduction) - 1995: Najlepszy reżyser europejski (Marc Dorcel / Obywatel Shane (Citizen Shane)) - 1995: Najlepszy film europejski (Obywatel Shane (Citizen Shane)) - 1995: Najlepszy oryginalny scenariusz (Zapach Matyldy (Le Parfum de Mathilde)) - 1996: Najlepszy film europejski (Księżniczka i dziwka (La Princesse et la Pute)) - 1996: Najlepszy reżyser europejski (Księżniczka i dziwka (La Princesse et la Pute)) - 1996: Najlepszy oryginalny scenariusz (Księżniczka i dziwka (La Princesse et la Pute)) - 1996: Najlepszy nowy reżyser (Christoph Clark / Młode lubieżne wdowy (Jeunes veuves lubriques)) - 1996: Najlepsza kampania marketingowa (Talizman – Ukryte pożądanie (Le Désir dans la peau)) - 1996: Najlepszy plakat (Talizman – Ukryte pożądanie (Le Désir dans la peau)) - 1997: Platynowy film (Księżniczka i dziwka) (La Princesse et la Pute) – Najlepsza kampania marketingowa (Laure Sainclair) - 1998: Platynowa kaseta wideo (Sexe de feu et cœur de glace) - 1998: nagroda honorowa Hot d’Or - 1999: Najlepszy film europejski (L’enjeu du désir) - 1999: Najlepszy film europejski (Alain Payet / Labirynt (Labyrinthe)) - 1999: nagroda honorowa Hot d’Or (Laure Sainclair) - 1999: Najlepszy scenariusz (Labirynt (Labyrinthe)) - 1999: Najlepszy plakat (Cena pożądania (L’Enjeu du désir)) - 2000: Specjalna nagroda wideo (Noce pani prezydent (Les nuits de la présidente)) - 2000: Najlepsze DVD (Amnezja – Apetyt na Laurę (La ruée vers Laure)) - 2009: Najlepszy film francuski (Ritual) - 1996: Najlepszy reżyser - 1999: Najlepszy film europejski (Cena pożądania (L’Enjeu du désir)) - 1999: Najlepszy reżyser europejski (Alain Payet / Cena pożądania (L’Enjeu du désir)) - 2000: Najlepszy reżyser europejski (Alain Payet / La Fête à Gigi) - 2000: Najlepsza lesbijska scena (Nikki Anderson, Kate More i Silvia Saint/Alexia i spółka (Alexia and Co.)) - 2001: Ninfa Award – nagroda honorowa - 2002: Najlepszy reżyser (Alain Payet – People’s choice award) - 2005: Najlepszy film gejowski (Flight Club / Body Prod) - 2005: Ninfa Award za całokształt twórczości - 2008: Najlepszy film (Casino-No-Limit) - 2008: Najlepszy reżyser (Hervé Bodilis / Casino-No-Limit) - 2008: Najlepszy film lesbijski (Fuck Vip Extasy) - 1997: Najlepszy film europejski (Le prix de la luxure) - 2000: Nagroda honorowa - 2001: Najlepsza produkcja francuska - 2002: Nagroda honorowa - 2003: Najlepszy film francuski (La jouisseuse) - 2003: Najlepszy reżyser francuski (Alain Payet / La jouisseuse) - 2004: Najlepszy film francuski (Le parfum du désir) - 2004: Najlepszy reżyser francuski (Alain Payet) - 2006: Najlepszy film (Road MoviX) - 2007: Najlepszy reżyser (Hervé Bodilis) - 2008: Najlepszy film (Casino-No-Limit) - 2008: Najlepszy duży budżet (Casino-No-Limit) - 2008: Najlepszy reżyser (Hervé Bodilis) - 2009: Najlepszy reżyser (Hervé Bodilis) - 2009: Najlepszy film (Ritual) - 2009: Najlepszy film (Tarra White) - 2009: Najlepszy kanał telewizyjny (DORCELTV) - 2010: Najlepszy kanał telewizyjny (DORCELTV) - 2010: Najlepsze innowacje (DORCEL 3D) - 2010: Najlepsza oferta europejska VOD (DORCEL VOD) - 2010: Najlepsza seria (Russian Institute) - 2014: Niewinny (L’innocente) – Max Candy i Michael Ninn - 1996: Najlepszy film (Zapach Matyldy (Le Parfum de Mathilde)) - 1998: Nagroda honorowa - 1998: Najlepsza scena (Laure Sainclair / Journal d’une infirmière) - 2000: Najlepszy reżyser (Marc Dorcel / Alexia i spółka (Alexia & Co)) - 2002: Najlepszy film europejski (Les 12 coups de minuit) - 2003: Najlepszy reżyser (Alain Payet / La jouisseuse) - 2004: Najlepszy film (Le parfum du désir) - 2004: Najlepszy reżyser (Juergen Wolf) | - 1997: Najlepszy film europejski - 1997: Najlepszy reżyser europejski (Cyril Bézier) - 1998: Najlepszy film europejski (Garip) - 2000: Najlepszy reżyser (Alain Payet) - 2001: Najlepszy film europejski (Maxime) - 2001: Najlepszy reżyser (Alain Payet / Cena pożądania (L’enjeu du désir)) - 2002: Najlepszy reżyser (Alain Payet / La Fête à Gigi) - 2002: Najlepsze DVD (Alexia & Co) - 2002: Najlepszy film (Le point Q) - 2003: Najlepszy film (Karim) - 2003: Najlepszy reżyser europejski (Alain Payet / La Jouisseuse) - 2003: Najlepsze DVD (David Boob’s) - 2004: Najlepszy film (Maxime) - 2004: Najlepszy reżyser (Alain Payet) - 2005: Najlepszy film (Hervé Bodilis / Pornochic 5) - 2005: Najlepszy reżyser (Alain Payet / Call Girls deluxe) - 2006: Najlepsza seria (Russian Institute) - 1995: Najlepszy film francuski (Zapach Matyldy (Le Parfum de Mathilde)) - 1995: Najlepszy reżyser francuski (Marc Dorcel) - 1996: Najlepszy film francuski (Talizman – Ukryte pożądanie (Le désir dans la peau)) - 1996: Najlepszy reżyser francuski (Marc Dorcel) - 1997: Najlepszy film europejski (L’indécente aux enfers) - 1997: Najlepszy reżyser francuski (Marc Dorcel / Dręczona pożądaniem (L’indécente aux enfers)) - 1998: Najlepszy film europejski (L’empreinte du vice) - 1999: Najlepszy reżyser francuski (Alain Payet) - 2000: Najlepszy reżyser europejski (Alain Payet) - 2000: Najlepszy film (Le contrat des anges) - 2001: Najlepszy film francuski (Les 12 coups de minuit) - 2001: Najlepszy reżyser europejski (Marc Dorcel) - 2002: Najlepszy film francuski (Désir fatal) - 2002: Najlepszy film europejski (Désir fatal) - 2002: Najlepszy reżyser (Ovidie / Lilith) - 2004: Najlepszy film (Le parfum du désir) - 2004: Najlepszy Pro-Am (Hot Paradise) - 2004: Najlepszy reżyser (John B. Root) - 2004: Najlepszy scenariusz (L’éducation de Claire) - 2004: Najlepsze DVD (No limit) - 2005: Najlepszy film (Cabaret Sodom Club / François Régis) - 2005: Najlepsza seria (Pornochic / Hervé Bodilis) - 2006: Najlepsza seria (Russian Institute / Hervé Bodilis) - 2006: Najlepszy scenariusz (En toute intimité) - 2007: Najlepsze DVD (Les deux sœurs) - 2007: Nagroda honorowa dla Dolly Golden - 2007: Nagroda jury (Yasmine) - 2008: Najlepsza seria (Russian Institute) - 2008: Najlepszy film (French conneXion) - 2011: Najlepszy film zagraniczny (Journal d’une fille au pair) - 2010: Najlepszy film zagraniczny (La Gouvernante) - 2013: Najlepszy film zagraniczny VOD (Claire Castel, comment je suis devenue une putain) - 2011: Najlepsze studio europejskie - 2012: Najlepsze studio europejskie - 2012: Najlepszy film europejski (Les Filles de la campagne) - 2013: Najlepsze studio europejskie - 2013: Najlepszy film produkcji europejski (Inglorious Bitches, Max Candy) - 2013: Najlepsza parodia roku (Inglorious Bitches, Max Candy) - 2013: Najlepszy europejski reżyser roku (Max Candy) - 2014: Najlepszy reżyser europejski (Herve Bodilis) - 2014: Najlepsze studio europejskie - 2015: Najlepsze studio europejskie - 2015: Najlepszy reżyser europejski (Herve Bodilis) - 2015: Najlepszy film (Russian Institute : Vacances chez mes parents) - 2016: Najlepsze studio europejskie - 2016: Najlepszy film (Comment je suis devenue esclave sexuelle) - 2019: Zagraniczne studio roku - 2020: Zagraniczne studio roku - 2018: Studio roku - 2018: Film roku – Undercover (2017) - 2018: Efektowny film roku – Luxure: Wife to Educate (2017) - 2019: Studio roku - 2019: Efektowny film roku – Clea, Private Banker (2018) - 2020: Studio roku - 2021: Witryna studia roku – DorcelClub.com - 2021: Film glamcore roku – Luxure: My Wife’s Perversions (2020) - 2023: Studio roku – Dorcel |